# Кастельйоте
Кастельйоте (ісп. Castellote) — муніципалітет в Іспанії, у складі автономної спільноти Арагон, у провінції Теруель. Населення — 804 особи (2010).
Муніципалітет розташований на відстані близько 290 км на схід від Мадрида, 85 км на північний схід від міста Теруель.
На території муніципалітету розташовані такі населені пункти: (дані про населення за 2010 рік)
- Абенфіго: 45 осіб
- Лос-Алагонес: 7 осіб
- Ла-Альхесіра: 3 особи
- Кастельйоте: 550 осіб
- Ель-Кресполь: 11 осіб
- Куевас-де-Каньярт: 87 осіб
- Дос-Торрес-де-Меркадер: 25 осіб
- Ладруньян: 38 осіб
- Луко-де-Бордон: 9 осіб
- Лас-Планас: 29 осіб
- Торремоча: 0 осіб

## Демографія
Динаміка населення (INE ):